# Aptitude à l'écoulement
L'aptitude à l'écoulement est la mesure de la mobilité libre d'un matériau granulaire. Elle est influencée par sa nature, en particulier la taille des grains, la distribution granulométrique, la qualité de surface des grains, la teneur en eau, les corps étrangers, les adjuvants tels que les agents démoulants et les agents anti-agglomérants. L'aptitude à l'écoulement est un paramètre essentiel pour le contrôle des procédés de production ainsi que pour la sécurité du stockage et du transport .

## Méthodes de mesure
La détermination de l'aptitude à l'écoulement est effectuée, par exemple, avec des entonnoirs de mesure ou des dispositifs spéciaux d'essai de coulabilité, dans lesquels la durée d'écoulement est mesurée pour une masse donnée ou un volume donné comme valeur de comparaison et exprimé en secondes.
La norme EN ISO 6186 décrit deux méthodes de mesure de l'aptitude à l'écoulement des matières plastiques en poudre et en granulés. Dans les deux méthodes, des entonnoirs de test avec différentes tailles d'ouverture de sortie sont utilisés, ainsi qu'un chronomètre et une balance. Pour la méthode A, 150 g de l'échantillon sont versés dans l'entonnoir fermé au fond. A l'ouverture de l'obturateur, le chronomètre est lancé. Dès que l'entonnoir est vide, le chronomètre est arrêté et la durée d'écoulement est lue. Cette méthode permet d'obtenir des informations concernant l'aptitude à la mise en œuvre. Pour des mesures plus précises, la méthode B demande que trois mesures soient effectuées et que la moyenne des durées mesurés soit déterminées. Cette méthode est spécifiquement destinée au contrôle des procédés en cours de production.
Pour déterminer l'aptitude à l'écoulement des poudres céramiques granulées ou non granulées, la norme EN ISO 14629 est utilisée. Pour les poudres métalliques, ce sont les normes ISO 4490 et ISO 13517qui sont utilisées.